# Салаль
Салаль (фр. Salal) — город и супрефектура в Чаде, расположенный на территории региона Бахр-эль-Газаль. Административный центр департамента Северный Бахр-эль-Газаль.

## Географическое положение
Город находится в западной части Чада, в пределах вади Бахр-эль-Газаль, на высоте 280 метров над уровнем моря.
Салаль расположен на расстоянии приблизительно 375 километров к северо-востоку от столицы страны Нджамены.

## Климат
Климат города характеризуется как аридный жаркий (BWh в классификации климатов Кёппена). Среднегодовая температура воздуха составляет 29,6 °C. Средняя температура самого холодного месяца (января) составляет 23,2 °С, самого жаркого месяца (мая) — 34,2 °С. Расчётная многолетняя норма осадков — 157 мм. В течение года количество осадков распределено неравномерно, основная их масса выпадает в период с июня по сентябрь. Наибольшее количество осадков выпадает в августе (75 мм).

## Население
По данным официальной переписи 2009 года численность населения Салаля составляла 16 075 человек (9676 мужчин и 6399 женщин). Дети в возрасте до 15 лет составляли 53,6 % от общего количества жителей супрефектуры.

## Транспорт
В окрестностях Салаля расположен одноимённый аэропорт.